# Antarktički burnjak
Antarktički burnjak (lat. Fulmarus glacialodes) je morska ptica roda Fulmarus. Živi na Antarktici i na okolnim otocima. Blijedosive je boje, a vrhovi krila su crne boje. Kljun je ružičast. Duga je 45-50 cm, a ima raspon krila 110-120 cm. Prosječni mužjak je težak 7.95 kg, kljun mu je dug 44.6 mm, stopala 52.1 mm, a rep 12.4 cm. Prosječna ženka je teška 7.4 kg, kljun joj je dug 43 mm, stopala 51.5 mm, a rep 12.1 cm. Ove ptice se hrane ribama, lignjama i rakovima. Hranu nalaze uglavnom na površini vode, ali nekad i rone da je nađu. Jako su društvene, te često putuju, odmaraju i hrane se u velikim jatima. Vrstu je prvi put opisao škotski prirodoslovac Andrew Smith 1840. na temelju primjeraka s Rta dobre nade. Vrsta se prvotno zvala Procellaria glacialoides, ali je kasnije premještena u rod Fulmarus. Procijenjena populacija ove vrste je 4 000 000. Postoje mnoge poštanske marke sa slikama ove ptice.         

## Razmnožavanje
Sezona gniježdenja počinje u listopadu. Ove ptice se gnijezde u kolonijama koje mogu sadržavati nekoliko tisuća ptica. Lokacije gniježdenja najčešće su litice, a kao gnijezda im služe kamene pločice. Ženka polaže samo jedno bijelo jaje krajem studenog ili početkom prosinca. Jaje je bijelo, dimenzija 76 mm × 51 mm i teško 103 g. Iz jajeta se izlegne ptić za oko 45 dana. Ptić dobiva perje za oko 52 dana. Loši klimatski uvjeti i velike temperature mogu loše utjecati na ptiće, a grabežljivci često znaju krasti jaja i piliće.

## Vanjske poveznice
- Poštanske marke

## Ostali projekti
|  | Zajednički poslužitelj ima stranicu o temi Fulmarus glacialoides    |
|  | Zajednički poslužitelj ima još gradiva o temi Fulmarus glacialoides |
|  | Wikivrste imaju podatke o taksonu Fulmarus glacialoides             |